# Århus tullkammare
Århus tullkammare (Aarhus Toldkammer) är en byggnad som ligger centralt placerad ut mot hamnområdet i Århus. Den är ritad av arkitekt Hack Kampmann och uppfördes perioden 1895–1897. Tullkammaren är ett av Kampmanns huvudverk.
Byggnaden är utformad som en vinkel och i mötet mellan två flyglar ligger ingången. Denna är markerad med ett fyrkantigt torn och på var sida finns det ett mindre, åttakantigt torn. Inspiration till detta har Kampmann fått från Århus stadsvapen. Tornen och utformningen av dem ger byggnaden ett prägel av medeltiden. 
Vid ingången finns två hundhuvuden, på skorstenarna fåglar av metall och på takrännorna finns små spjut uppsatta.
Byggnaden är byggd mursten och varje mursten har fått initialerna ATA for Aarhus Toldkammer instämplade. 
Århus tullkammare skyddades 1985.
2006 genomgick byggnaden en omfattande restaurering som hedrades av Århus kommun. 